# Burg Elmstein
Die Burg Elmstein ist die Ruine einer hochmittelalterlichen Spornburg auf einem 290 Meter hohen Bergsporn an der nördlichen Seite des Speyerbachtales im Pfälzerwald über dem Ort Elmstein im Landkreis Bad Dürkheim in Rheinland-Pfalz.

## Lage
Die Burg befindet sich auf dem örtlichen Schloßberg.

## Geschichte
Die Burg wurde vermutlich vor dem 13. Jahrhundert als Pfalzburg zur Sicherung des Talweges errichtet. Die Lehensleute hatten das Amt der Schenken inne. Die Burg war im Besitz der Kurpfalz. Zwischen 1220 und 1230 wurde die untere Ringmauer errichtet. Kaiser Ludwig der Bayer überlässt die Burg 1329 seinem Vetter, dem Pfalzgrafen. Von 1419 bis 1437 ist die Burg als pfalzgräfliches Lehen im Besitz des Grafen Johann V. von Sponheim. 1466 wird die Burg von Kurfürst Friedrich I. an Erhard von Remchingen verpfändet. Im Jahre 1513, als sich die Besitzverhältnisse änderten, erhielt Heinrich von Pagk die Burg als Lehen. Im Bauernkrieg (1525) wird die Burg Elmstein beschädigt. Pfalzgraf Johann Casimir erbt die Burg 1576. Auch im Dreißigjährigen Krieg wird die Burg beschädigt. 1689 wird die Burg im Pfälzischen Erbfolgekrieg endgültig zerstört und die Ruine ging in Privatbesitz über.

## Beschreibung
Von der einstigen Burganlage blieben Reste des Berings, Palas und Schildmauer erhalten.